# Chouxia saboureaui
Chouxia saboureaui är en kinesträdsväxtart som beskrevs av F. G. Schatz, Gereau & Lowry. Chouxia saboureaui ingår i släktet Chouxia och familjen kinesträdsväxter. Inga underarter finns listade i Catalogue of Life.